# Andrés Manjón y Manjón
Andrés Manjón (1846-1923) va ésser un pedagog i canonista espanyol. Ha estat declarat venerable per l'Església Catòlica.
El 1889 fundà les Escuelas del Ave María a les coves del Sacromonte (Granada), moviment que s'estengué arreu de l'Estat espanyol i que ha exercit una gran influència en la pedagogia catòlica espanyola del segle xx.
Malgrat que el seu ideari fos un reflex del pensament educatiu d'una societat preindustrial, cal reconèixer que va concebre l'ensenyament des de l'òptica de l'activisme pedagògic i que va tenir intuïcions didàctiques encertades. De fet, és el primer que planteja i du a terme classes a l'aire lliure o l'ús pedagògic de la música per a aprendre altres matèries, ambdues característiques de la nova escola posterior.